# Georgios Amirutzes
Georgios Amirutzes (mittelgriechisch Γεώργιος Ἀμιρούτζης Geṓrgios Amirútzes, * um 1400 in Trapezunt; † nach 1470 in Konstantinopel) war ein byzantinischer Gelehrter aus dem Laienstand, der als philosophisch-theologischer Berater des Kaisers Johannes VIII. Palaiologos am Konzil von Ferrara-Florenz teilnahm und nach der osmanischen Eroberung Konstantinopels 1453 eine hohe Position am Hof des Sultans Mehmed II. erlangte. Sein Name Amirutzes, der handschriftlich in vielen Varianten überliefert ist, ist eine Diminutivform des türkischen Titels Emir.

## Biografie
Georgios Amirutzes stammte aus vornehmer byzantinischer Familie. Die Ecthesis Chronica und die Historia Patriarchica teilen mit, dass Georgios Amirutzes und der osmanische Großwesir Mahmud Pascha Cousins gewesen seien, nämlich Söhne zweier Töchter eines gewissen Iagaris, der vorsichtig mit dem Megas Stratopedarches Markos Palaiologos Iagaris identifiziert wird. Letzterer ist am byzantinischen Kaiserhof zwischen 1401 und 1438 bezeugt und wurde von Manuel II. und Johannes VIII. in mehreren diplomatischen Missionen eingesetzt.
Nach einer Grundausbildung in Trapezunt studierte Amirutzes in Konstantinopel Theologie, Philosophie, Astronomie, Mathematik, Medizin und Geographie; im Reich der Komnenen von Trapezunt hatte er die Spitzenämter des Protovestiarios und Megas Logothetes inne.
In seinen Erinnerungen an das Konzil von Ferrara-Florenz erzählte Sylvester Syropulos, dass Georgios Amirutzes dort als Befürworter einer Kirchenunion mit den Lateinern auftrat, an welcher seinem Kaiser aus politischen Gründen gelegen war. Bei einer Rede des prominenten Unionsgegners Markos Eugenikos am 18. November 1438 habe sich Amirutzes zusammen mit Gregorios dem Megas Protosynkellos und einer dritten Person im Hintergrund aufgehalten, wo sie mit ironischen Beiträgen störten, ohne Eugenikos allerdings aus dem Konzept bringen zu können. Bei internen Beratungen der byzantinischen Delegation sprach sich Eugenikos nochmals entschieden gegen theologische Zugeständnisse an die Lateiner aus und wurde von mehreren Unionsbefürwortern, darunter Amirutzes, so heftig angegangen, dass der prominente Platoniker Georgios Gemistos Plethon Eugenikos zur Hilfe kam. Auch Plethon wurde darauf von Amirutzes angegriffen, so dass sich (laut Syropulos) die Anwesenden wunderten, dass der Kaiser Amirutzes gewähren ließ. Plethon habe aus Verärgerung über diesen Auftritt keinen weiteren Beitrag mehr geleistet und das Konzil zusammen mit dem Kaiserbruder Demetrios Palaiologos vorzeitig verlassen. Nach dem Abschluss der Union reiste die byzantinische Delegation nach Konstantinopel zurück. Amirutzes soll sich dort der herrschenden anti-lateinischen Stimmung angepasst und seine Zustimmung in einem Schreiben an Demetrios, den Fürsten von Nauplion, widerrufen haben. Joseph Gill zufolge ist dieser Traktat allerdings eine Fälschung.
Im Jahr 1461 wurde Trapezunt von den Osmanen belagert. Nach Amirutzes’ eigener Darstellung traf zunächst die feindliche Flotte ein, und die Verteidiger der Stadt hatten den Eindruck, dass sie diesem Gegner gewachsen waren. Aber als sich etwas später die vom Sultan befehligten Landstreitkräfte näherten, war ihre Lage aussichtslos. Mahmud Pascha leitete als Beylerbeyi eine Vorhut, die ihr Lager in Skylolimni nahe der Stadt aufschlug und die Verteidiger zur Kapitulation aufforderte. David Komnenos als Herrscher des byzantinischen Nachfolgestaats Trapezunt beauftragte Amirutzes mit den Verhandlungen, da er als Cousin von Mahmud Pascha dafür geeignet schien. Er ließ sich zur Kapitulation überreden, doch, so Amirutzes, Mahmud Pascha hielt seine Zusagen nicht, und Trapezunt erlitt das Schicksal einer eroberten Stadt – viele Einwohner wurden versklavt. David Komnenos erhielt vom Sultan zunächst Landbesitz am Fluss Strymon und ein jährliches Einkommen.
Mit einem auf den 11. Dezember 1461 datierten Brief wandte sich Amirutzes hilfesuchend an Bessarion, der als hochrangiges Mitglied der byzantinischen Delegation zum Konzil nach Ferrara-Florenz gereist, dort wie Amirutzes selbst als Befürworter der Union hervorgetreten und nicht wieder nach Konstantinopel zurückgekehrt, sondern als Kardinal der Lateiner in Italien geblieben war. Amirutzes brauchte Geld, um seinen Sohn und Schwiegersohn aus osmanischer Sklaverei freizukaufen. Da Bessarion nichts für ihn tun konnte, näherte sich Amirutzes selbst dem osmanischen Sultan an – wie er dabei vorging, ist nicht mehr rekonstruierbar. Eher unwahrscheinlich ist, dass Amirutzes zu diesem Zeitpunkt zum Islam konvertierte. Die Ecthesis Chronica und spätere Quellen legen Amirutzes zur Last, dass der Sultan David Komnenos und seine zwei Söhne hinrichten ließ (wahrscheinlich 1463). Amirutzes hatte ihm demnach Briefe ausgehändigt, welche die Frau von Uzun Hasan an die Familie Komnenos adressiert hatte. Uzun Hasan war für einen Attentatsversuch auf Mehmet Pascha verantwortlich.
In den folgenden Jahren findet man Georgios Amirutzes als Gelehrten am Hof des Sultans, zunächst in Adrianopel, später in Konstantinopel. Dieser beauftragte ihn mit der Erstellung einer Weltkarte auf Grundlage der Einzelkarten im Werk des Claudius Ptolemäus, wobei ihn seine Söhne unterstützten. Sie ist nicht erhalten, doch bei zwei Karten im Topkapı-Palast wird eine Beziehung zu den geographischen Arbeiten der Familie Amirutzes diskutiert: der Benincasa-Atlas und der Berlinghieri-Atlas.
Amirutzes verfasste außerdem vier Lobgedichte auf Mehmed II., zwei kurze Liebesgedichte und einen Religionsdialog mit dem Sultan, der (allerdings an eine christliche Leserschaft gerichtet) Themen wie Inkarnation, Trinität, Prophetie und Auferstehung abhandelt und nicht im griechischen Original, sondern nur in einer lateinischen Übersetzung von 1512 erhalten ist.
Die beiden Söhne Amirutzes’ konvertierten zum Islam; um ihre Karriere am Hof des Sultans zu fördern, ist möglicherweise Georgius Amirutzes an seinem Lebensende selbst zum Islam übergetreten.